# سومان (ماهی)
سومان یا هامور خالدار قهوه‌ای از ماهیان خلیج فارس است.
این گونه روی کرانه‌های صخره‌ای مرجانی و بسترهای سنگی از عمق ۵ متر تا عمق ۲۸۰ متر زیست می‌کند. تغذیه آن از ماهیان کوچک، خرچنگ‌ها و سَرپاوَرها صورت می‌گیرد.

## ویژگی‌ها
رنگ عمومی بدن سومان قهوه‌ای است که در بخش شکمی روشن‌تر می‌شود و بدن مملو از خال‌های قهوه‌ای تیره شش‌گوش و گرد است، سرپوش آبششی دارای ۳ عدد خار، فلس‌های روی سر از نوع مدور و فلس‌های روی بدن از نوع شانه‌ای می‌باشند. خط جانبی دارای ۱۳۰ فلس، پیش‌سرپوش برانشی در لبه خلفی دندانه‌دار است و قدری در گوشه استطاله پیدا می‌کند و در آنجا دندانه‌ها کمی ردیف‌تر می‌گردند، اولین کمان آبششی دارای ۳۱ عدد خار آبششی کوتاه، باله پشتی ۱۱ شعاع سخت و ۱۷ شعاع نرم شکمی و یک شعاع سخت و ۵ شعاع نرم دارند. حاشیه انتهای باله دمی سفید رنگ می‌باشد و رنگ عمومی بدن قهوه‌ای است. بیشینهٔ اندازه بدن سومان به ۷۵ سانتیمتر می‌رسد.
صید سومان توسط قلاب دستی، تور گوشگیر و گرگور و ترال کف انجام می‌گیرد.